# 保磁力
保磁力（ほじりょく, Coercivity）は磁化された磁性体を磁化されていない状態に戻すために必要な反対向きの外部磁場の強さをいう。　抗磁力（こうじりょく）ともいう。
保磁力の単位には、CGS単位系ではエルステッド [Oe] 、SI単位ではアンペア毎メートル [A/m] をもちいる。1 [A/m] は 4π×10-3 [Oe] である。

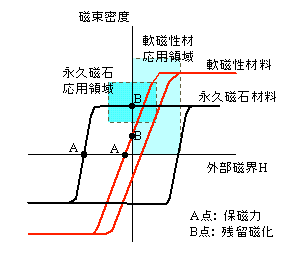
BHカーブ、磁性材料が外部磁場（H）の中に置かれた時の磁化（磁束密度：B）の強さを示す図。

図において、強磁性体を外部磁場の中にいれて外部磁場を大きくしていくと、磁性体は磁化されていき磁束密度Bを増加させる。そこから外部磁場を減少させていっても、磁性体のBは、着磁時のカーブに沿って減少することはなく、ヒステリシスをもつ。外部磁場がゼロになったとき、残っている磁化を残留磁化という。さらに逆向きの磁場を加えて、残留磁化がゼロになったときの外部磁場の強さが保磁力である。
なお，磁化と磁束密度Bは、強磁性体の透磁率が大きくて真空の透磁率による磁束密度μ0Hを無視できる場合は同一視して良いが，透磁率の低い永久磁石材などでは，全く無視できなくなるので注意を要する。
永久磁石の材料としては保磁力が大きいことが望ましく、変圧器の磁芯などの用途では、逆に小さいことが望ましい。保磁力は外部磁場による磁壁の動きやすさによって決まるので、材料の組織の大きさ、残留ひずみの量などで変化する。
なお、逆磁場や温度変化による磁力の減少を減磁と言い、磁力を失わせることを消磁（しょうじ, Degaussing）と言う。